# Wim Verstappen

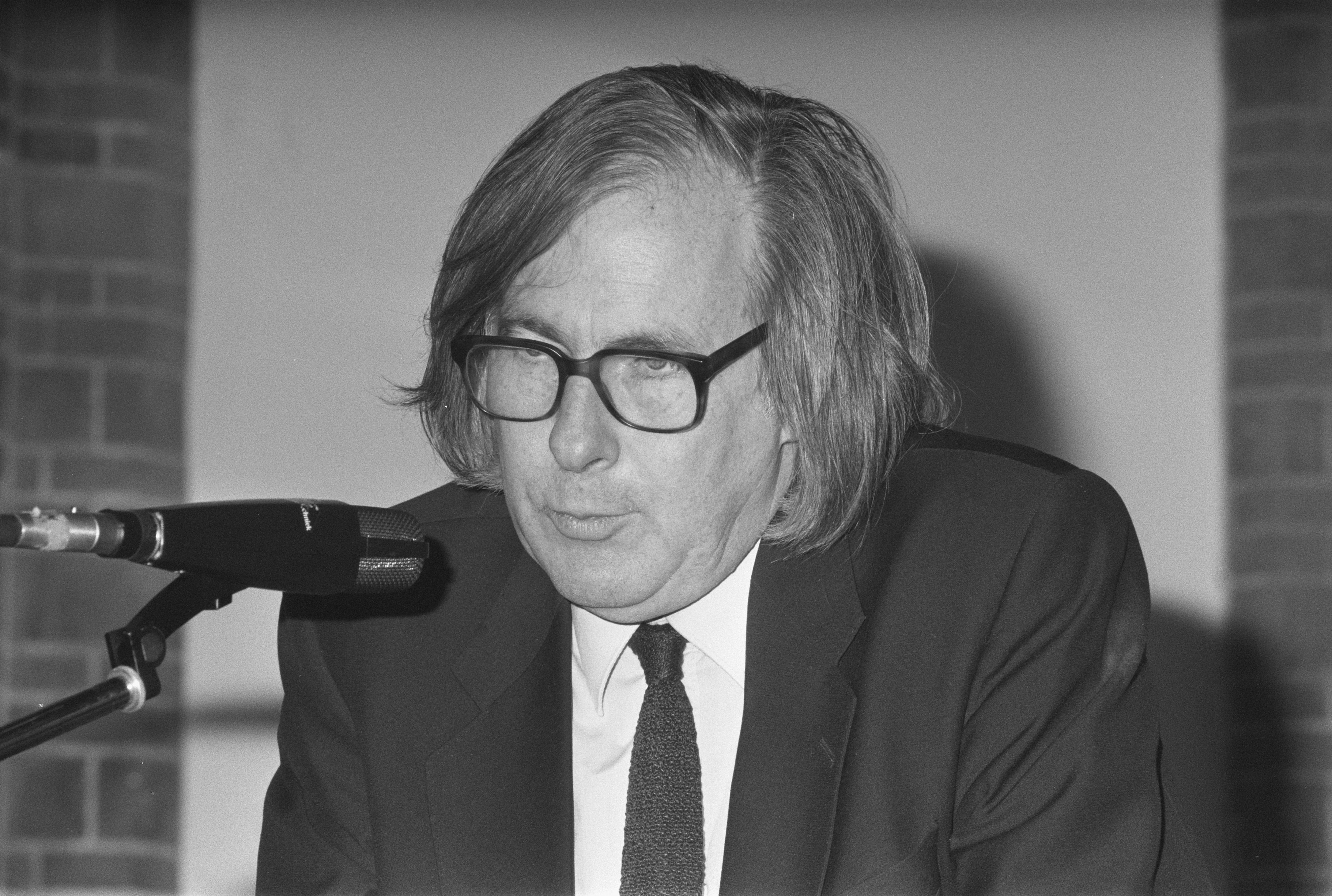
Wim Verstappen (1987)

Wim Verstappen (* 4. Mai 1937 in Gemert; † 24. Juli 2004 in Amsterdam) war ein niederländischer Regisseur, Produzent und Drehbuchautor.

## Leben und Wirken
Verstappen wuchs auf der Insel Curaçao auf. Ab 1961 studierte er an der Filmakademie in Amsterdam und debütierte 1966 mit dem Film De minder gelukkige terugkeer van Joszef Katus naar het land van Rembrandt. Kurz nachdem Nicolai van der Heyde, Gied Jaspars und Pim de la Parra 1964 das Filmblatt Skoop gegründet hatten, trat Verstappen der Redaktion bei, da zum damaligen Zeitpunkt noch ein Artikel für die erste Ausgabe fehlte. Ab 1966 arbeitete er zusammen mit de la Parra als Regisseur und Produzent an verschiedenen Filmen. Ab 1967 arbeiteten beide unter dem Firmennamen Scorpio Films. In den 1970er Jahren wurde das Duo als „Pim & Wim“ bekannt. Sie produzierten zahlreiche niederländische Spielfilme, darunter Blue Movie (1971) mit expliziten Sexszenen, die die Aufhebung der Filmprüfung für Erwachsene verursachte. Die Einnahmen aus diesen Filmen ermöglichten es beiden, schwer realisierbare und für sie persönlich wichtige Filme zu produzieren. Für Verstappen war dies der Film Dakota (1974)
Nachdem Scorpio Films aufgrund unüberbrückbarer Meinungsverschiedenheiten und Schulden aufgelöst worden war, führte Verstappen unter anderem Regie bei den Filmen Pastorale 1943 (1978) und Het verboden bacchanaal (1981), die nach den gleichnamigen Romanen von Verstappens beliebtem Schriftsteller Simon Vestdijk erstellt wurden. Der erste Film, über den unbeholfenen niederländischen Widerstand während des Zweiten Weltkriegs, wurde mit mehr als einer Million Besuchern ein großer Erfolg, Het verboden bacchanaal hingegen blieb weit unter den Erwartungen und wurde stark kritisiert. Verstappen war außerdem 1983 noch Regisseur von De Zwarte Ruiter und 1987 von De Ratelrat, die jedoch nicht erfolgreich waren.
Danach drehte Verstappen keine weiteren Filme mehr, sondern widmete sich der Rechtesicherung der Filmemacher. Verstappen war Erfinder und Gründer der Urheberrechtsorganisation Sekam. Auch seine Lobbyarbeit für das Behalten des Abspanns bei Fernsehfilmen war erfolgreich.
1992 erhielt Verstappen für seine Verdienste in der niederländischen Filmindustrie den Dutch Filmmuseum Award und 1995 für sein Gesamtwerk ein Goldenes Kalb.
Wim Verstappen verstarb im Alter von 67 Jahren in seiner Wohnung in Amsterdam an Nierenkrebs. Am 29. Juli 2004 wurde er im Krematorium Westgaarde in Amsterdam bestattet.

## Filmografie (Auswahl)
- 1965: IJdijk
- 1966: De minder gelukkige terugkeer van Joszef Katus naar het land van Rembrandt
- 1967: Liefdesbekentenissen
- 1967: Tag der offenen Tür
- 1969: Drop-out
- 1971: Blue Movie
- 1972: VD
- 1973: Frank en Eva
- 1974: Alicia
- 1974: Dakota
- 1974: Leren van Las Vegas
- 1975: Mens Erger Je Niet
- 1978: Pastorale 1943
- 1979: Grijpstra en de Gier
- 1981: Het verboden bacchanaal
- 1983: De Zwarte Ruiter
- 1985: Leren van Las Vegas
- 1987: De Ratelrat